# Myotis nesopolus
Myotis nesopolus is een zoogdier uit de familie van de gladneuzen (Vespertilionidae). De wetenschappelijke naam van de soort werd voor het eerst geldig gepubliceerd door Miller in 1900.

## Voorkomen
De soort komt voor in Venezuela, Colombia en de Nederlandse Antillen.